# Harry Forbes
Harry Forbes (Rockford, 13 de maio de 1879 - Chicago, 19 de dezembro de 1979) foi um pugilista americano, que se tornou campeão mundial dos pesos-galos entre 1902 e 1903.

## Biografia
Forbes começou a boxear em 1897, perdendo sua primeira luta para Joe Sturch. Não obstante seu tropeço inicial, durante o restante do ano de 1897, Forbes lutou mais doze vezes, tendo vencido onze e empatado uma.
Mudando-se para Nova Iorque, em meados de 1898, Forbes obteve importantes vitórias contra Maxie Haugh e Jack Ward, antes de vir a ser nocauteado por Terry McGovern. Forbes, que nunca antes tinha sofrido um nocaute, tornaria a se reencontrar com McGovern dentro dos ringues em 1899, quando o terrível McGovern, então campeão mundial, voltou a nocautear impiedosamente Forbes.
Todavia, antes desse seu segundo revés contra McGovern, em 1899, Forbes havia conseguido resultados importantes para sua carreira, tais como suas vitórias sobre Torpedo Billy Murphy e Billie Rotchford (2 vezes), além de um empate contra o respeitado Oscar Gardner.
Posteriormente, entre 1900 e 1901, Forbes impôs derrotas à Casper Leon (2 vezes), Abe Attell e Danny Dougherty, que o colocaram em posição de disputar o título mundial dos pesos-galos. No entanto, tão logo o campeão Harry Harris definiu sua renúncia ao seu título, no início de 1902, Danny Dougherty prontamente declarou-se como o novo campeão mundial dos pesos-galos.
Dessa forma, um combate entre Danny Dougherty e Harry Forbes, realizado no primeiro mês de 1902, definiu que Forbes haveria de ser o sucessor de Harry Harris no topo dos pesos-galos, uma vez que bastaram quatro rounds para que Forbes nocauteasse Dougherty.
Uma vez campeão mundial dos pesos-galos, Forbes defendeu seu título com sucesso por cinco vezes, antes de acabar sendo nocauteado por Frankie Neil, em meados de 1903.  Mais tarde, Forbes tentaria se vingar de Neil, porém, novamente terminou sendo nocauteado. 
No início de 1904, Forbes desafiou o título mundial dos pesos-penas de Abe Attel, em um combate que acabou em um empate, após dez rounds disputados. Cerca de um mês depois desse primeiro embate, Attel e Forbes subiram ao ringue de novo, em outro duelo pelo título mundial de Attel. Attel nocauteou Forbes em cinco assaltos.
Após seu insucesso em capturar o título mundial dos penas, Forbes seguiu lutando erraticamente até 1913, quando enfim decidiu parar de lutar, após sofrer três derrotas seguidas por nocaute. Nove anos mais tarde, já aos 43 anos de idade, Forbes retornou ao ringue uma última vez, somente para acabar sendo derrotado pelo inexpressivo Jimmy Katz.
Harry Forbes faleceu em 1946, em Chicago, no Illinois Masonic Hospital, aos 67 anos de idade.